# Mitsuru Kōno
Mitsuru Kōno (河野満, né le 13 août 1946 à Towada) est un pongiste japonais, champion du monde en simple en 1977 et par équipes en 1967 et 1969.
Il a remporté les Jeux asiatiques en simple en 1968, en double en 1967, 1972, 1974 et 1976, et en double mixte en 1968 et 1974.